# Знахідка (право)
Знахідка — це рухома річ (майно), втрачена або загублена власником(володільцем) поза його волею і ким-небудь знайдена. Розглядаючи поняття «знахідка» потрібно керуватись статтями 337—339 Цивільним Кодексом України(далі. — ЦКУ).
ЦКУ зазначає правила щодо знахідки та порядку виникнення права власності щодо неї. При знахідці випадковість має місце як на стороні того, хто втратив, так і на стороні того, хто знайшов річ. Оскільки знахідка не є безхазяйною річчю, вона по можливості повинна бути повернена власнику або іншій особі, що загубила її. Для цього той, хто знайшов, повинен вчинити необхідні дії, передбачені в частині першій статті 337.
Якщо особа, що загубила річ, невідома, то подальша доля цієї речі залежить від того місця, де вона була знайдена, та від її якостей.
Річ, що знайдена в приміщенні або на транспорті, повинна одразу передаватися особі, що представляє володільця цього приміщення чи транспортного засобу. Речі, що знайдені в інших місцях, наприклад, на вулиці, можуть зберігатися в особи, що їх знайшла, з обов'язковим повідомленням поліції або органу місцевого самоврядування, або передаватися на зберігання зазначеним органам. Ці органи можуть також передати річ на зберігання іншим особам. Вибір однієї з вказаних можливостей щодо зберігання речі належить особі, що знайшла річ.
Особа, що знайшла загублену річ, повинна забезпечити її охоронність. І хоча стаття 337 ЦКУ покладає такий обов'язок лише на особу, що знайшла річ, очевидно, що і в разі передачі такої речі володільцю приміщення (транспортного засобу), а також в поліцію, органу місцевого самоврядування або третій особі, відповідальність за її втрату або пошкодження покладається саме на них. Розмір відповідальності особи, що зберігає річ, обмежується вартістю речі.
Стосовно речей, які швидко псуються або витрати на зберігання яких є непропорційно великими порівняно з її вартістю встановлюється окреме правило. У випадку знайдення такої речі, особа, що її знайшла, має право продати таку річ з обов'язковим отриманням письмових доказів щодо вартості цієї речі. Сума грошей, що отримана від продажу знайденої речі, отримує правовий режим знахідки і відповідно до загальних правил повинна повертатися власнику речі.

## Набуття права власності на знахідку
По закінченні шести місяців з моменту повідомлення про знахідку поліції або органові місцевого самоврядування особа, яка знайшла загублену річ, набуває права власності на неї. Такими фактами є, по-перше, невиявлення власника або іншої особи, яка має право вимагати повернення речі. По-друге, відсутність заяви власника або іншої особи, що знайшла річ, органу поліції або місцевого самоврядування про повернення загубленої речі.
Особа, яка знайшла чужу річ, може відмовитися від набуття права власності на неї, подавши відповідну заяву органові місцевого самоврядування. Таке право регулюється ст. 347 ЦКУ. Річ у подальшому переходить у власність територіальної громади.
Окремо визначається порядок набуття права власності на знайдені транспортні засоби. Знайдені транспортні засоби передаються на зберігання поліції. З метою виявлення власника або особи, яка має право вимагати повернення транспортного засобу, органи поліції повинні зробити оголошення про виявлення загублених транспортних засобів у друкованих засобах масової інформації.
Органи поліції мають право продати транспортний засіб, якщо протягом шести місяців від дня опублікування оголошення власник або особа, яка має право вимагати повернення транспортного засобу, не будуть виявлені або вони не заявлять про свої права на транспортний засіб. Сума виторгу, отримана від продажу транспортного засобу, має бути внесена на спеціальний рахунок в банку і зберігатися там протягом трьох років. Якщо протягом трьох років колишній власник транспортного засобу не вимагатиме передання йому суми виторгу, дана сума переходить у власність територіальної громади, на території якої було знайдено транспортний засіб.

## Право особи, яка знайшла загублену річ, на винагороду та відшкодування витрат, пов'язаних із знахідкою
Особа, що знайшла загублену річ, має право на відшкодування необхідних витрат, зумовлених знахідкою (зберігання, розшук власника, продаж речі тощо) від особи, якій вона повернута, або особи, яка набула право власності на неї, чи від органу місцевого самоврядування, у власність якого перейшла дана річ, а також винагороду за знахідку від її власника (володільця).
Закон визначає, що розмір винагороди не має перевищувати 20 % від вартості речі.
На практиці досить часто трапляються випадки, коли особа, яка загубила річ, публікує про це оголошення, що містить обіцянку виплатити винагороду за повернення речі. Якщо така пропозиція є публічною, а дії особи, яка знайшла загублену річ, відповідають вимогам про акцепт, то договір вважається укладеним. Винагорода за знахідку в такому випадку виплачується на умовах публічної обіцянки, тобто винагорода виплачується саме в тому розмірі, який був зазначений в оголошенні.
На особу, яка знайшла чужу річ, покладаються певні обов'язки, передбачені ст. 337 ЦКУ. Невиконання нею таких обов'язків позбавляє особу права на отримання винагороди за знахідку.